# Presa di Algeri (1529)

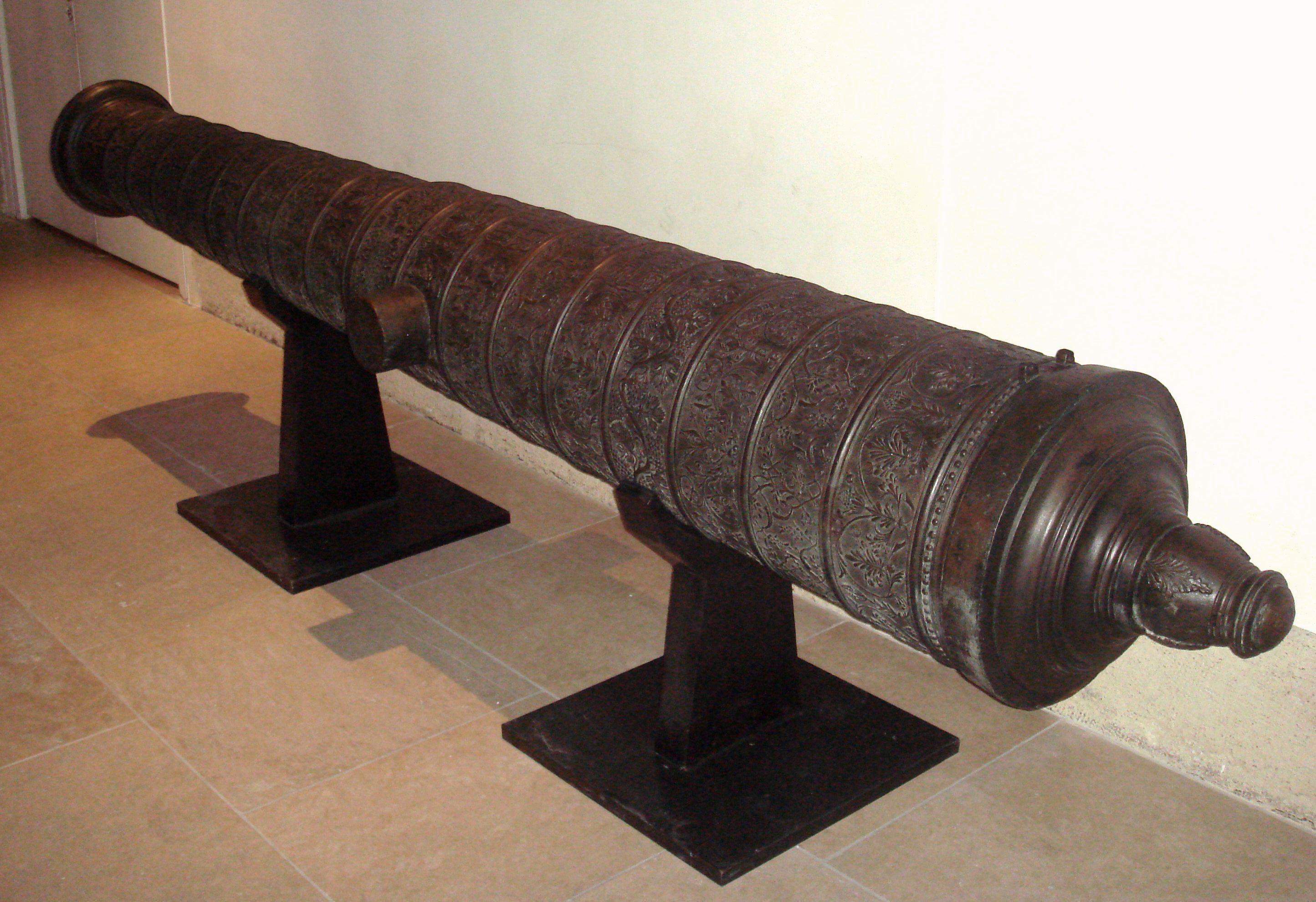
Cannone ottomano riccamente ornato fuso l'8 ottobre 1581 ad Algeri. Lunghezza: 385 cm, calibro: 178mm, peso: 2910 kg, proiettili di pietra. Musée de l'Armée, Parigi.

La presa di Algeri o presa del Peñón di Algeri, fu un'azione militare portata avanti dal beylerbey di Algeri, Khayr al-Din Barbarossa, il quale prese la fortezza (detta Peñón di Algeri) posta su un'isoletta proprio davanti alla città di Algeri agli spagnoli ed ai loro alleati cabili nel 1529.

## Antefatto
Nel 1510, gli spagnoli si erano stabiliti su un'isoletta proprio di fronte ad Algeri ed avevano costretto l'emiro locale, Sālim al-Tūmī (Selim-bin-Teumi) ad accettare la loro presenza ed al pagamento di un tributo alla corona spagnola. Sull'isola furono costruite fortificazioni, e vi fu posta una guarnigione di 200 soldati. Sālim al-Tūmī dovette inoltre portarsi in Spagna per giurare fedeltà ed obbedienza a Ferdinando d'Aragona.
Nel 1516 ad ogni modo, l'emiro di Algeri, decise di liberarsi della presenza degli spagnoli ed invitò i fratelli corsari ottomani Aruj e Khair ad-Din Barbarossa per tale scopo. Aruj, con l'aiuto di truppe ottomane, si portò ad Algeri, ma ordinò l'assassinio di Sālim dal momento che quest'ultimo stava cospirando in realtà con gli spagnoli contro i pirati e contro Aruj stesso, ed assediò la città conquistandola. Gli spagnoli inviarono delle spedizioni a conquistare la città, la prima nel 1516 al comando di Don Diego de Vera, ed una successiva nel 1519 sotto la guida di Don Ugo de Moncada, ma entrambe si conclusero in fallimenti.
Khair ad-Din, succedendo ad Aruj dopo che questi era stato ucciso in battaglia contro gli spagnoli nel corso della Caduta di Tlemcen (1517). La presa di Algeri nel 1516 era stata resa possibile col supporto del sultano ottomano Selim I. Questo supporto ad ogni modo era divenuto discontinuo negli anni sino alla morte del 1520, il che portò al Barbarossa la perdita della città a favore del capo cabile locale nel 1524, e si ritirò nel suo feudo di Djidjelli.

## La riconquista
Quando Solimano il Magnifico dichiarò guerra a Ferdinando d'Asburgo nel gennaio del 1529, egli iniziò inoltre un'offensiva parallela nel Mediterraneo occidentale in supporto ai pirati Barbarossa.
Barbarossa ricevette dall'Impero ottomano 2000 giannizzeri, dell'artiglieria ed un adeguato supporto finanziario per la sua campagna. Dopo aver catturato la città di Algeri di ci divenne sceicco il Barbarossa iniziò a muovere assedio al El Peñón de Argel, la fortezza spagnola posta all'entrata del porto locale. Dopo 22 giorni di fuoco d'artiglieria senza sosta, gli spagnoli col governatore Don Martin de Vargas alla fine si arresero il 29 maggio 1529, con solo 25 uomini e senza aver ricevuto il tanto atteso aiuto dalla madrepatria. Vargas venne colpito con una clava sino alla morte, la fortezza venne smantellata e le pietre vennero utilizzate per la costruzione di un muro marino, sfruttando gli schiavi cristiani come forza lavoro.

## Conseguenza
Negli anni successivi, il Barbarossa utilizzò Algeri come principale base a sua disposizione per inviare dei raids sulla Costa berbera. La grande spedizione di Algeri venne portata a compimento da Carlo V con l'intento nel 1541 di riprendere Algeri, ma anche questo tentativo si dimostrò un fallimento. Algeri rimase per i successivi tre secoli sotto il dominio ottomano, sino all'invasione francese di Algeri del 1830.

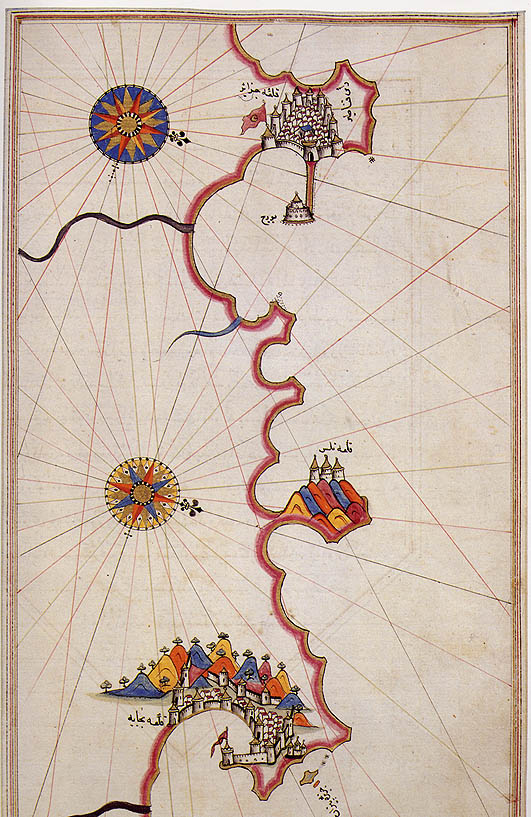
Mappa storica di Algeri di Piri Reìs.